# 克莱恩陨石坑

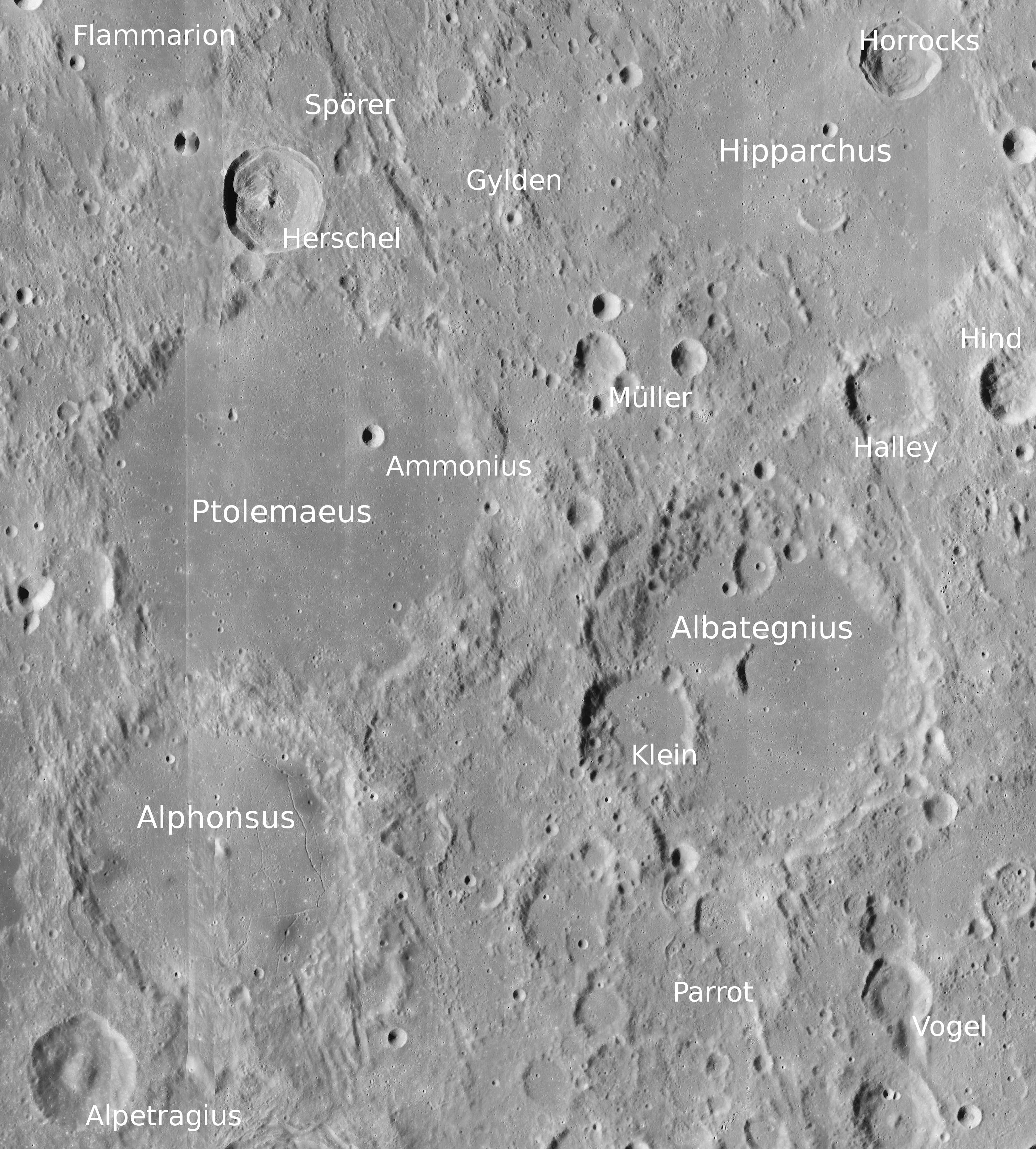
克莱恩陨石坑及周边，月球勘测轨道飞行器拍摄。

克莱恩陨石坑（Klein）是月球正面中央高地区的一座撞击坑，以德国天文学家及气象学家赫尔曼·约瑟夫·克莱因（Hermann Joseph Klein，1844年-1914年）之名命名，1935年被国际天文学联合会批准采纳。

## 描述
该陨坑坐落在阿尔巴塔尼环形山的西南部，西北为托勒密环形山、西面邻近阿方索环形山、南面坐落着帕罗特环形山和沃格尔陨石坑、伯纳姆陨石坑位于它的东南、东面与里奇陨石坑遥遥相望、东北是哈雷陨石坑，再往后则是欣德陨石坑。该陨坑中心月面坐标为12°00′S 2°36′E / 12.0°S 2.6°E，直径43.5公里，深度1.46公里。
该陨坑的侧壁受到多次撞击并产生剧烈的崩塌断裂。从外观看，西侧坑壁大部分保存完好，而南北二侧则呈低矮的马鞍状，东部坑壁上覆盖着卫星坑克莱恩 A，陨坑壁最大高度较周边地形高出1070米。碗状的坑底被熔岩流淹没，里面坐落着一座高度为1040米的中央峰，陨坑总容积约有1500公里³。

## 卫星陨石坑
按照惯例，最靠近克莱恩陨石坑的卫星坑在月图上以字母标注在该坑中心点的旁边。

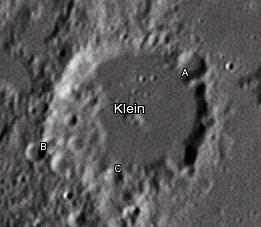
戴维·坎贝尔图片

| 克莱恩 | 纬度    | 经度   | 直径   |
| ------ | ------- | ------ | ------ |
| A      | 11.4° S | 3.0° E | 9 公里 |
| B      | 12.5° S | 1.8° E | 6 公里 |
| C      | 12.5° S | 2.6° E | 6 公里 |